# Microsoft Campus
Il Microsoft Campus è il quartiere generale della Microsoft Corporation a Redmond, all'interno della area metropolitana di Seattle nello stato di Washington. La sede comprende circa 740.000 metri quadrati di uffici e ospita più di 50.000 dipendenti.  
Dal Novembre 2018 il campus è composto da 83 edifici. Altri uffici di Microsoft si situano a Bellevue e Issaquah.